# Cleora yakushimana
Cleora yakushimana är en fjärilsart som beskrevs av Inoue 1956. Cleora yakushimana ingår i släktet Cleora och familjen mätare. Inga underarter finns listade i Catalogue of Life.